# Аксакшур (присілок)
Аксакшу́р (рос. Аксакшур, удм. Аксакшур) — присілок в Малопургинському районі Удмуртії, Росія.
Урбаноніми:
- вулиці — Зарічна, Зелена, Колгоспна, Лісова, Молодіжна, Східна, Трактова, Шкільна, Ювілейна
- провулки — Шкільний

## Населення
Населення — 696 осіб (2010; 663 в 2002).
Національний склад станом на 2002 рік:
- удмурти — 97 %